# Saint-Sornin (Allier)
Saint-Sornin település Franciaországban, Allier megyében. Lakosainak száma 220 fő (2022. január 1.). Saint-Sornin Buxières-les-Mines, Chappes, Chavenon, Deux-Chaises, Le Montet és Rocles községekkel határos.

## Népesség
A település népessége az elmúlt években az alábbi módon változott:
| Lakosok száma | 372  | 282  | 210  | 222  | 235  | 230  | 225  | 224  | 223  | 220  |
|               | 1968 | 1982 | 1990 | 2006 | 2013 | 2015 | 2017 | 2019 | 2020 | 2022 |